# Hymenophyllum andinum
Hymenophyllum andinum är en hinnbräkenväxtart som beskrevs av V. d. Bosch. Hymenophyllum andinum ingår i släktet Hymenophyllum och familjen Hymenophyllaceae. Inga underarter finns listade.